# Najmeh Abtin
Najmeh Abtin oder Nadschmeh Abtin (persisch نجمه آبتین, anhörenⓘ; * 12. August 1982 in Schiras, Fars) ist eine iranische Bogenschützin und war eine von vier Teilnehmerinnen ihres Landes bei den Olympischen Sommerspielen 2008 in Peking.
In der Vorrunde bei den Wettkämpfen in Peking über 70 m belegte sie den 60. Platz und schied in der darauf folgenden Runde aus.

## Spielerprofil
- Größe: 160 cm
- Gewicht: 57 kg